# Хан, Фардин
Фардин Хан (хинди फ़र्दीन ख़ान, урду فردین خان‎, англ. Fardeen Khan; также Фардин Кхан; род. 8 марта 1974 года, Бомбей) — индийский киноактёр и общественный деятель.

## Биография
Фардин Хан родился 8 марта 1974 года в госпитале Брич Кенди (Бомбей), в семье известного актёра и режиссёра Фероза Хана и его жены Сундари, дизайнера. Бабушка и дедушка со стороны отца, персиянка Фатима Хан и пуштун Садик Али Хан, были родом из Газни, (Афганистан).
У Фардина есть старшая сестра Лейла, которая в 2010 году вышла замуж за Фархана Фурнитуревала, а до этого была женой теннистиста Рохита Раджпала. В числе других его родственников дяди-актёры Акбар Хан и Санджай (Аббас) Хана, а также кузены —актёр Зайед Хан и Сюзанна Рошан-Хан (бывшая жена актёра Ритика Рошана).
После окончания средней школы Фардин окончил колледж Нарси Мози в Джуху, получив степень бакалавра коммерции. Позднее обучался в Университете Массачусетса (США) по специальности «управление бизнесом», но так и не закончил его.
Изучал актёрское мастерство в актёрской школе Кишора Намит Капура. Прошёл курс по изучению танцев. Изучил борьбу, плавание и верховую езду.

## Карьера
Дебютировал в кино, снявшись в фильме своего отца «Обитель любви» в паре с дебютанткой Мехной Котхари, который вышел на экраны в октябре 1998 года. Фильм не получил большого резонанса, однако его называли «открытием года» и удостоили премии Filmfare Award за лучшую дебютную мужскую роль.
Режиссёр Рам Гопал Варма пригласил его на роль в своём новом фильме «Джунгли». В этот раз партнёршей Фардина становится индийская актриса Урмила Матондкар. Фильм вышел в 2000 году и стал настоящим хитом.
В 2001 году, актёр, в паре с Урмилой Матондкар, снялся в следующем фильме Рам Гопала Вармы. «Любовь, сводящая с ума» так же имеет успех в прокате.
Последующие фильмы 2001—2002 годах с его участием («Ради любви», «Ты будешь моей», «Так далеко, так близко», «Ты не хочешь меня понять», «Душевная близость») остаются практически незамеченными.
Следующий виток в карьере Фардина Кхана начинается в 2003 году, с комедии «Как трудно признаться в любви», в котором он и Карина Капур играют влюблённых студентов. Фильм проваливается в прокате, но его игру оценивают по достоинству.
В том же году, он воссоединился в творческом тандеме с Рамой Гопалом Вармой. Итог — фильм «Призрак» признан успешным.
В том же году актёр снимается ещё в одном фильме. Режиссёр — его отец, Фероз Хан. Фильм «Владелец клуба „Ангара“» имеет широкомасштабную рекламу. Фильм проваливается.
И снова критики заговорили о нём в 2004 году, после участия в фильме «Наставник» снова в паре с Кариной Капур.
В 2005 году Фардин Хан снимается в «В водовороте неприятностей», который становится одним из самых кассовых фильмов года, в то время, как остальные фильмы с его участием подобного успеха не повторили.
Последним проектом (на данный момент) для Фардина стал фильм «Разыскивается жених», в котором помимо него, сыграли Сушмита Сен и Шахрух Хан.

## Фильмография
| Год  |   | Русское название                    | Оригинальное название                         | Роль                      |
| ---- | - | ----------------------------------- | --------------------------------------------- | ------------------------- |
| 1998 | ф | Обитель любви                       | Prem Aggan                                    | Сурадж Сингх              |
| 2000 | ф | Джунгли                             | Jungle                                        | Сиддху                    |
| 2001 | ф | Любовь, сводящая с ума              | Pyaar Tune Kya Kiya                           | Джай                      |
| 2001 | ф | Ради любви                          | Love Ke Liye Kuch Bhi Karega                  | Рахул Капур               |
| 2001 | ф | Ты будешь моей                      | Hum Ho Gaye Aap Ke                            | Риши Оберой               |
| 2002 | ф | Так далеко, так близко              | Kitne Door… Kitne Paas                        | Джатин                    |
| 2002 | ф | Ты не хочешь меня понять            | Kuch Tum Kaho Kuch Hum Kahei                  | Абхайендра Сингх          |
| 2002 | ф | Душевная близость                   | Ом Джай Джагадиш                              | Джай Батра                |
| 2003 | ф | Как трудно признаться в любви       | Khushi                                        | Каран Рой                 |
| 2003 | ф | Призрак                             | Bhoot                                         | Санджай Тхаккар           |
| 2003 | ф | Владелец клуба «Ангара»             | Janasheen                                     | Лаки Капур                |
| 2004 | ф | Наставник                           | Dev                                           | Фархан Али                |
| 2004 | ф | Игра в любовь                       | Fida                                          | Викрам Сингх              |
| 2005 | ф | В водовороте неприятностей          | No Entry                                      | Шекхар «Санни»            |
| 2005 | ф | Свадьба № 1                         | Shaadi No. 1                                  | Радж                      |
| 2005 | ф | Игра по-крупному                    | Ek Khiladi Ek Haseena                         | Арджун Верма              |
| 2006 | ф | Не оставляйте любимых в беде        | Pyare Moha                                    | Pyare                     |
| 2007 | ф | Непобедимый                         | Aryan: Unbreakable                            | Самир                     |
| 2007 | ф | Молодожёны                          | Just Married: Marriage Was Only the Beginning | Абхай Сачдева             |
| 2007 | ф | Привет, малышка!                    | Heyy Babyy                                    | Али 'Ал' Хайди            |
| 2007 | ф | Любовница                           | Darling                                       | Адитья 'Адит' Соман       |
| 2009 | ф | Джай и Виру                         | Jai Veeru: Friends Forever                    | Джай                      |
| 2009 | ф | Спутник жизни                       | Life Partner                                  | Каран                     |
| 2009 | ф | Заброшенная фабрика                 | Acid Factory                                  | Ромео                     |
| 2009 | ф | Всего наилучшего: Забава начинается | All the Best: Fun Begins                      | Вир Капур                 |
| 2010 | ф | Разыскивается жених                 | Dulha Mil Gaya                                | Тедж 'Донсай' С. Дханрадж |
| 2024 | с | Хираманди: Блеск бриллиантов        | Heeramandi: The Diamond Bazaar                | Вали Мухаммад             |
| 2024 | ф | Болтуны                             | Khel Khel Mein                                | постпродакшн              |

## Награды
Победитель премии Filmfare Award (1998) за лучший мужской дебют в фильме «Обитель любви». Номинант премии Zee Cine Award (2005), как лучший исполнитель комической роли в фильме «В водовороте неприятностей».

## Другие проекты
Наличие очень западного взгляда, которое в прошлом было отрицательным моментом для многих актёров, напрочь ломающим стереотипы типичных индийских мужских ролей, сыграло Фардину Хану на руку. В 2001 году, Provogue, один из крупнейших розничных брендов одежды в Индии, предлагает актёру стать лицом компании.
Вновь поднявшаяся в 2006 году шумиха вокруг кокаинового скандала сильно подпортила его репутацию и отношения с руководством Provogue. Отказав Фардину в создании своей собственной линии одежды, Provogue подписывает контракт на дальнейшее представление бренда с другим болливудским актёром — Саифом Али Ханом, которого впоследствии заменил Ритик Рошан.
Однако, после семилетнего перерыва, сотрудничество было вновь возобновлено, и в апреле 2014 года Provogue выпускает серию товаров личной гигиены, рекламным лицом которого становится Фардин Хан.

## Личная жизнь
Имел отношения с актрисой Пуджей Бхатт, но они расстались, когда он отправился в США.
Позднее встречался с моделью Рухин Хан, но его предполагаемая связь с актрисой Амритой Аророй привела к распаду их отношений.
6 мая 2005 года на частной церемонии в Лондоне состоялась помолвка Фардина и Наташи Мадхвани, дочери знаменитой болливудской актрисы 60-х годов Мумтаз и британского миллионера Маюра Мадхвани. Их семьи дружили, и эта дружба продолжалась на протяжении десятилетий и на разных континентах. Хотя Фардин и Наташа знали друг друга с детства, он был в Мумбаи, а она в то время жила в Лондоне и в Африке. Однако, встретив друг друга уже повзрослев, они стали просто неразлучны.
Свадьба состоялась 14 декабря 2005 года.
Церемония бракосочетания проводилась в соответствии с мусульманскими и индуистскими традициями и длилась три дня.
Долгое время пара не могла завести детей. 26 октября 2012 года актёр объявил в своём аккаунте Twitter, что они с женой ожидают близнецов и беременность составляет 13 недель, но на позднем сроке у Наташи Мадхвани-Хан случился выкидыш. Почти через год, 10 октября 2013 года там же Фардин Хан объявил, что в декабре в семье ожидается пополнение. 11 декабря 2013 года Наташа подарила мужу дочку, которую назвали Диани Изабелла Хан. 11 августа 2017 года у пары родился сын Азариас Фардин Хан.

### Кокаиновый скандал
5 мая 2001 года киноактёр был арестован в Мумбаи с дилером по имени Насир Шайх, который продал Фардину кокаин. Тони Гомес, который предположительно снабжал Насира — также был арестован. Наркополицейские утверждали, что у звезды было обнаружено 9 граммов порошка, сам же Фардин Кхан отрицал это и говорил, что купил меньше грамма стимулятора. Вялотекущее расследование с элементами коррупции, лености и снисходительности тянулось больше десяти лет, обвинения в хранении наркотиков с Кхана сняли, оставив только покупку. По индийским законам, меньше двух граммов кокаина считается незначительным количеством.
Позднее, в феврале 2012 года мумбайский суд снял все обвинения с актёра по преступлению в сфере оборота наркотиков, отметив, что производство по делу будет возобновлено, если он будет арестован за подобное нарушение в будущем.